# مدرسة جون س. إدوردز للطب في جامعة مارشال
مدرسة جون س. إدوردز للطب في جامعة مارشال (بالإنجليزية: Joan C. Edwards School of Medicine at Marshall University)‏ هي إحدى الكليات لتدريس الطب في الولايات المتحدة الأمريكية. تقع في مدينة هنغتينغتون في ولاية فيرجينيا الغربية الأمريكية. نوع الشهادة الطبية التي يتم تحصيلها هناك هي دكتور في الطب.